# 朱日祥
朱日祥（1955年8月18日—），中国地球物理学家。

## 生平
1955年出生于山西大同。1978年毕业于山西大学物理系。1984年获中国科学院地球物理研究所硕士学位，1989年获中国科学院地质研究所博士学位。2003年当选为中国科学院院士。2005年当选第三世界科学院院士。 中国科学院地质与地球物理研究所研究员、副所长。2018年1月，当选第十三届全国政协委员。